# レッドカーペット

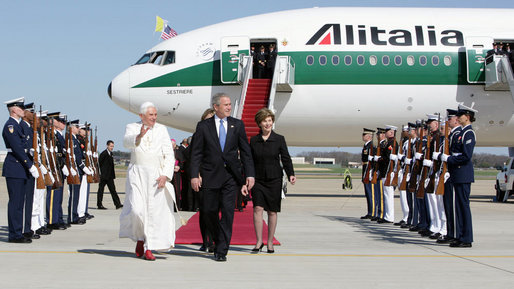
要人用のレッドカーペットの例。この画像の場合タラップ車を着け、絨毯を敷き、儀仗兵を整列させて、「用意よし」と機内に連絡してようやくドアが開けられる。ローマ教皇ベネディクト16世とアメリカ大統領ジョージ・W・ブッシュ夫妻

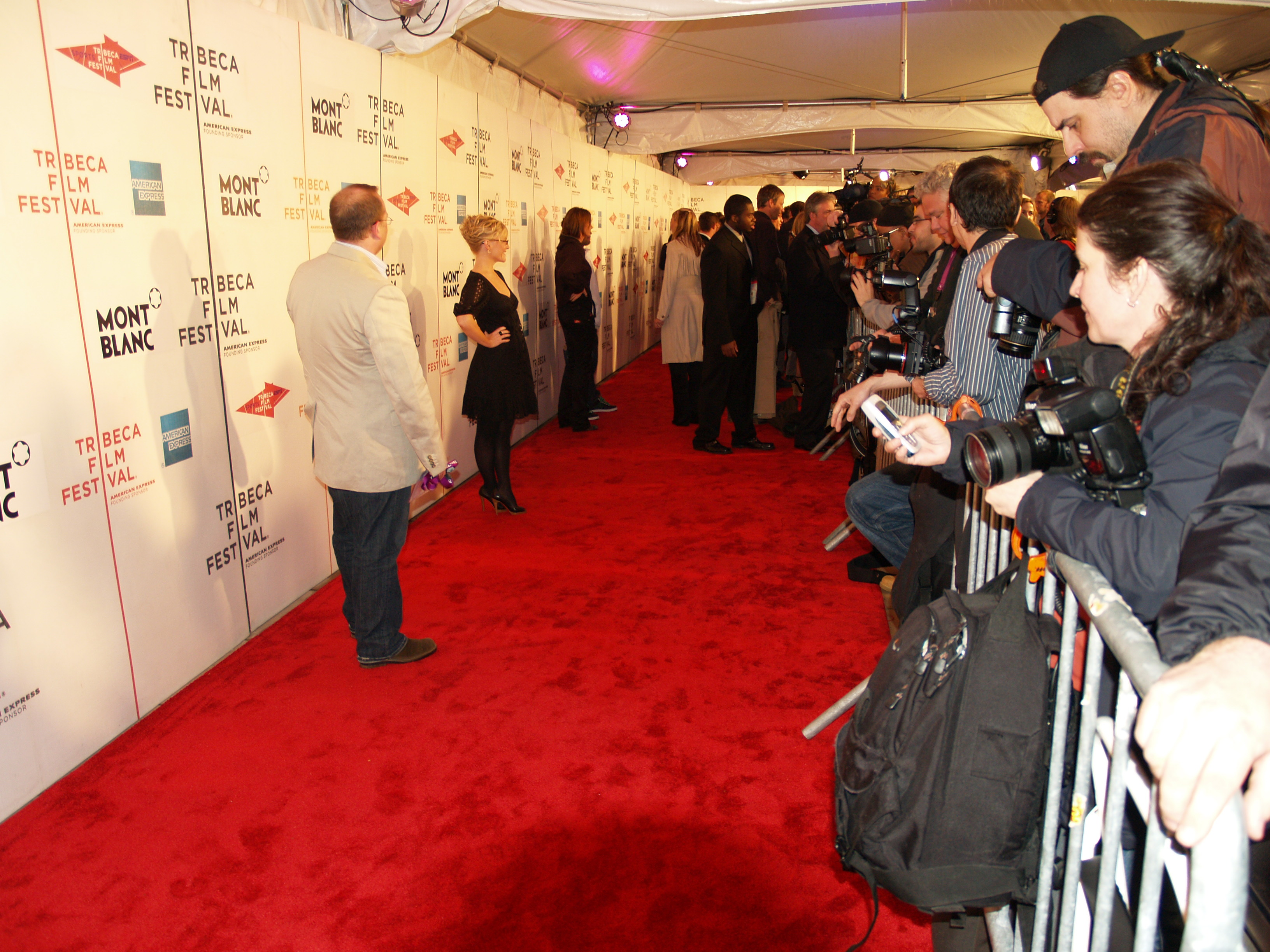
2007年のトライベッカ映画祭。奥にいるのはレイチェル・ハリス

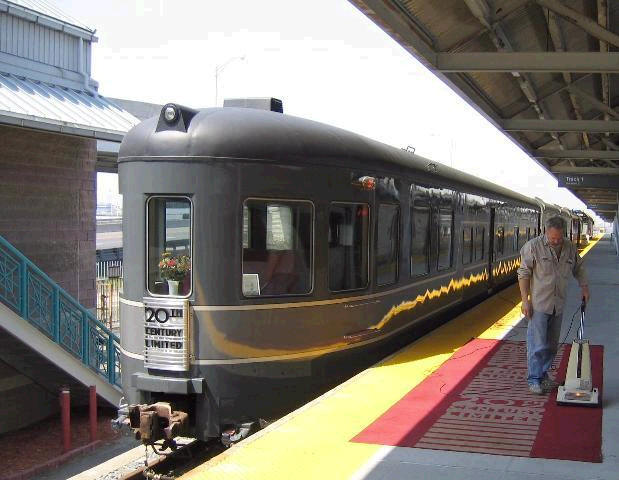
20世紀特急のレッドカーペット。

レッドカーペット（英語：red carpet）は公式な催事にセレブリティや高官などの要人を歓迎するために、本人の歩行路として伝統的に用いられるもの。文字通りの赤い絨毯。

## 概要
レッドカーペットの例として文字として一番古く残っているものは紀元前458年にアイスキュロスによって書かれた古代ギリシャの悲劇三部作『オレステイア』の一つ『アガメムノン』である。トロイア戦争から凱旋したアガメムノーン王は、夫への憎悪を募らせる妻クリュタイムネーストラーから「赤い道」を通るよう勧められるが、王は「そのような道を歩けるのは神々のみだ」と言い妻の勧めを断ろうとする。
1902年にニューヨーク・セントラル鉄道で豪華列車「20世紀特急」に客を案内する際に真紅のカーペットを敷いた。これが近代になってからは最も古いレッドカーペットのもてなしだと信じられている。20世紀特急のレッドカーペットは、今日でもかつての客車がプライベートカーとして運行される場合にホームに敷かれることがある。